# Arbón
Arbón es una parroquia, y un lugar de la misma parroquia, del concejo asturiano de Villayón (España). La parroquia tiene una extensión de 14,19 km² y una población de 267 habitantes.
Esta parroquia dispone de templo parroquial destinado a Santiago Apóstol, cementerio, casa rectoral y huerta. 
En el territorio de esta parroquia está ubicado el embalse de Arbón sobre el río Navia y dispone también de un campamento de verano.
Hay emblemas heráldicos en la casa solariega de los Piñeiro.
Ya existen datos de la existencia de esta parroquia a finales del siglo XIV.

## Poblaciones
Según el nomenclátor de 2008 la parroquia está formada por:
- Arbón (lugar) - 149 habitantes
- San Pelayo (casería) - 77 habitantes
- Villarturey (lugar) - 41 habitantes